# اکویت (سالتا)
اکویت (سالتا) (به اسپانیایی: Acoyte (Salta)) در آرژانتین است که در ایالت سالتا واقع شده‌است.